# Bruine anijszwam
De bruine anijszwam (Lentinellus cochleatus) is een schimmel behorend tot de familie Auriscalpiaceae. Het is een houtbewonende schimmel. De soort groeit saprobisch op rotte stronken of wortels van loofbomen, vooral Fagus en soms eiken. Zelden komt het ook voor op coniferen. Vruchtlichamen worden gevormt van juli tot november. Het heeft een milde geur en smaak van anijs. Zoals alle soorten in zijn soort, is het oneetbaar vanwege zijn bitterheid.

## Kenmerken

### Uiterlijke kenmerken
Hoed
De vruchtlichamen zijn verdeeld in een hoed en een centrale tot lateraal bevestigde steel. De hoed is bol bij jonge exemplaren en wordt later trechtervormige tot kegelvormige. De hoed is 25-55 (-70) mm breed en golvend gebogen. Soms zijn meerdere hoeden aan elkaar gegroeid. De hoed, die jong en scherp is ingerold bij oudere vruchtlichamen, is vaak aan één kant ingedeukt of ingesneden. De bovenzijde is leergeel tot bruinrood van kleur, het oppervlak is glad tot licht gerimpeld en dof.
Lamellen
De lamellen aan de onderkant van de hoed lopen langs de steel naar beneden, zijn dicht en sterk gekarteld aan de randen. Lange en korte lamellen zijn gemengd. De kleuring van de lamellen varieert van witachtig tot bruinachtig. 
Steel
De steel is 30 tot 80 (–100) mm lang en 4 tot 8 (–10) mm dik. Het oppervlak van het volle, taai-elastische steel is in de lengte gegroefd, de kleur van de steel komt overeen met de kleur van de hoed  in de bovenste helft. Het onderste deel van de steel is donkerder, grijs tot roodbruin.
Geur en smaak
Het zachte tot kraakbeenachtige en waterige vlees van de paddenstoel is witachtig tot lichtbruin van kleur. De geur van de paddenstoel is duidelijk anijsachtig, de milde smaak heeft ook een anijscomponent. Een in de literatuur genoemde variëteit inolens heeft geen anijsgeur.
Sporenprint
De sporenprint van de bruine anijszwam is witachtig crème.

### Microscopische kenmerken
De sporen zijn bijna rond, hyaliene, geornamenteerd met gladde tot fijne wratjes en bevatten een druppeltje olie. Ze meten 3,9–5,2 × 3,9–4,7 µm. De cilindrische basidia met vier sporen zijn 20-25 µm lang en 5-5,5 µm dik.

## Verspreiding

Europees verspreidingsgebied

De soort wordt bijna wereldwijd verspreid. Er zijn waarnemingen uit Australië, Noord-Azië (Oost-Siberië, Japan), Noord- en Midden-Amerika (Verenigde Staten, Canada, Panama) en Europa. In Europa komt de bruine anijszwam submeridionaal tot boreaal voor. De focus van het verspreidingsgebied ligt in Zuid-Centraal-Europa. In het zuiden wordt het gevonden van Spanje tot Oekraïne, en is het ook wijdverbreid in heel West- en Midden-Europa. In Noord-Europa is het overal in Fennoscandinavië te vinden. In Zweden is de soort tot op de 67e breedtegraad waargenomen. 
In Nederland komt de bruine anijszwam vrij algemeen voor. Hij staat op de rode lijst in de categorie 'Kwetsbaar'.

## Foto's

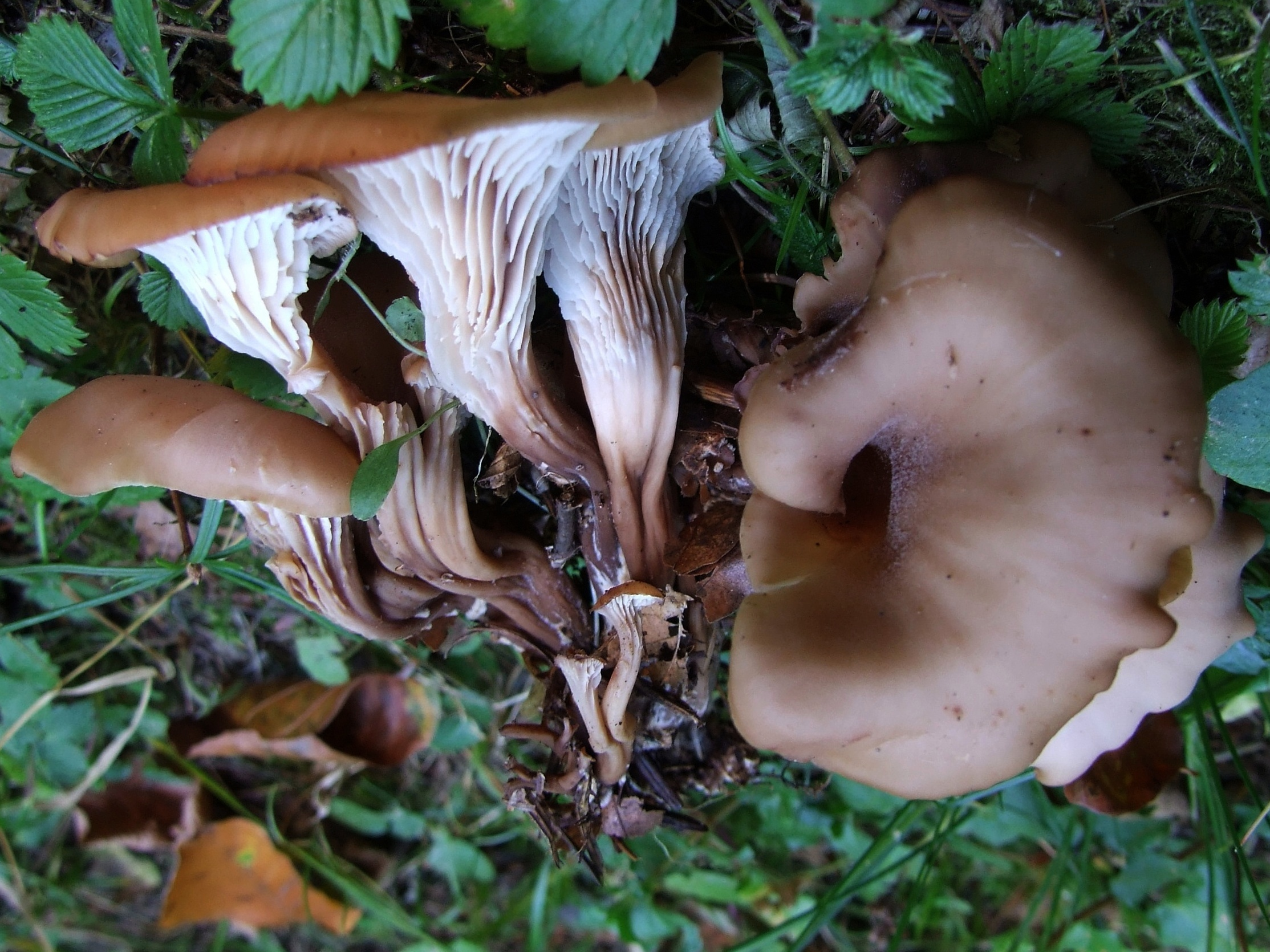
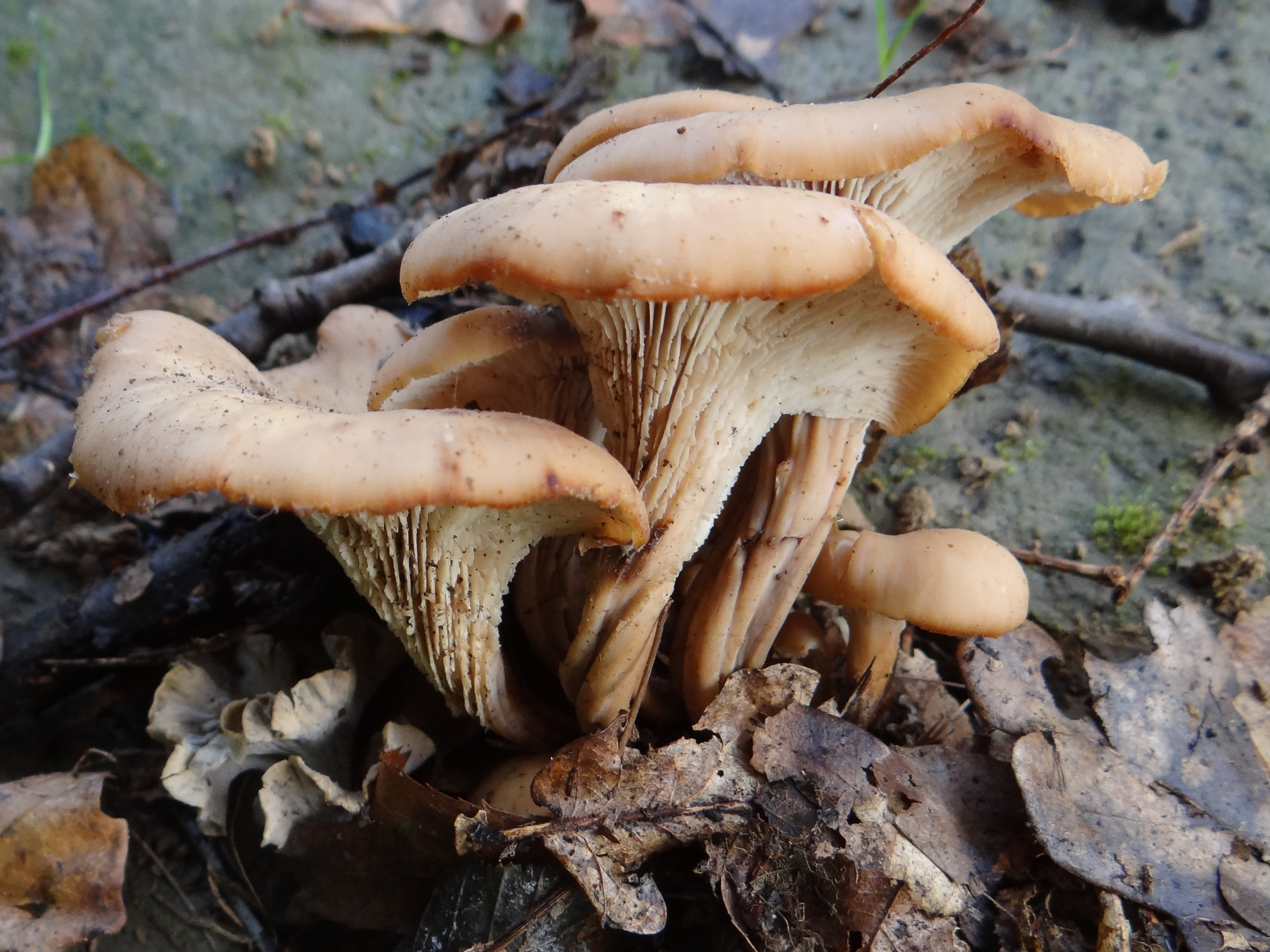
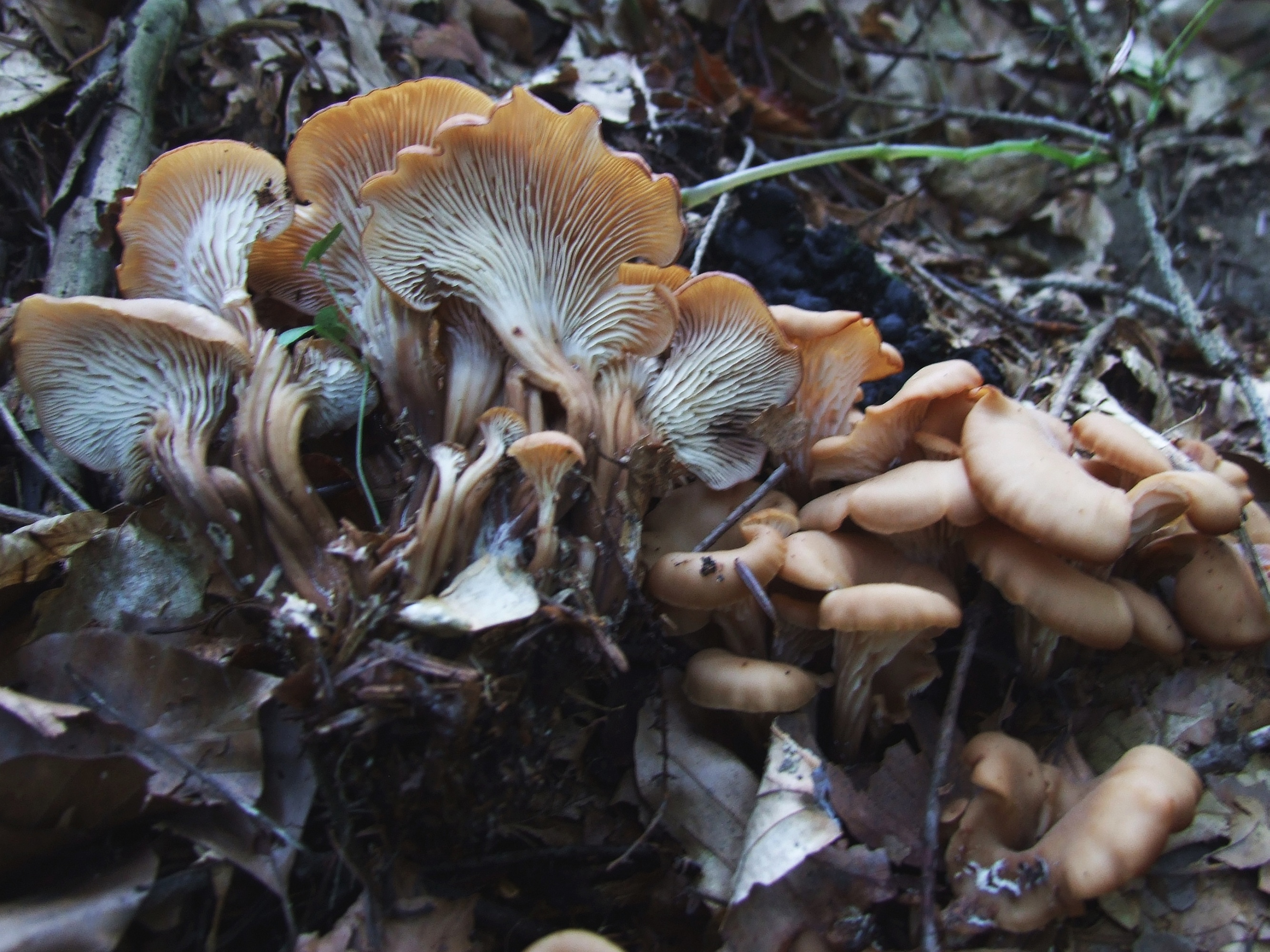
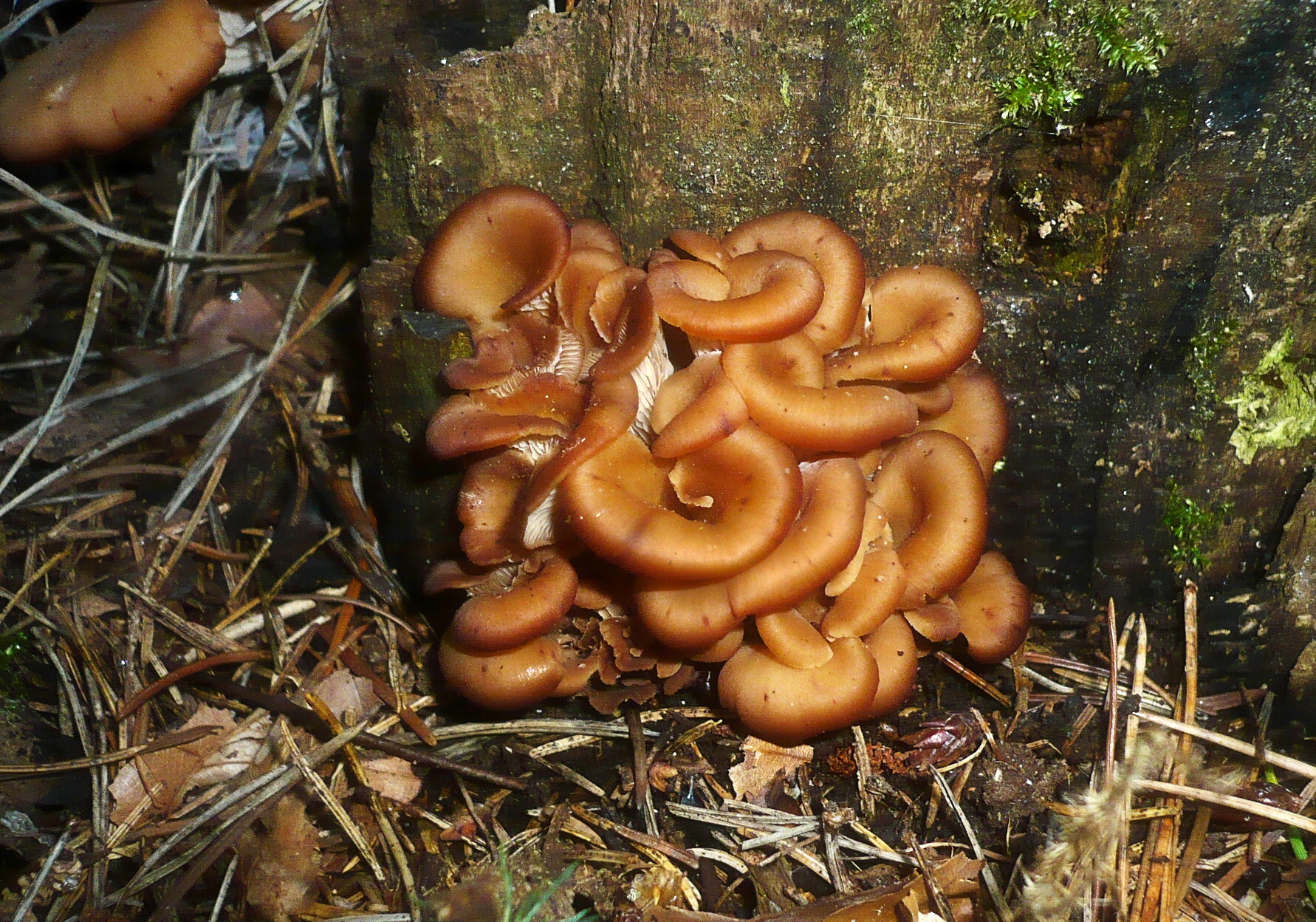